# Educação na Nigéria

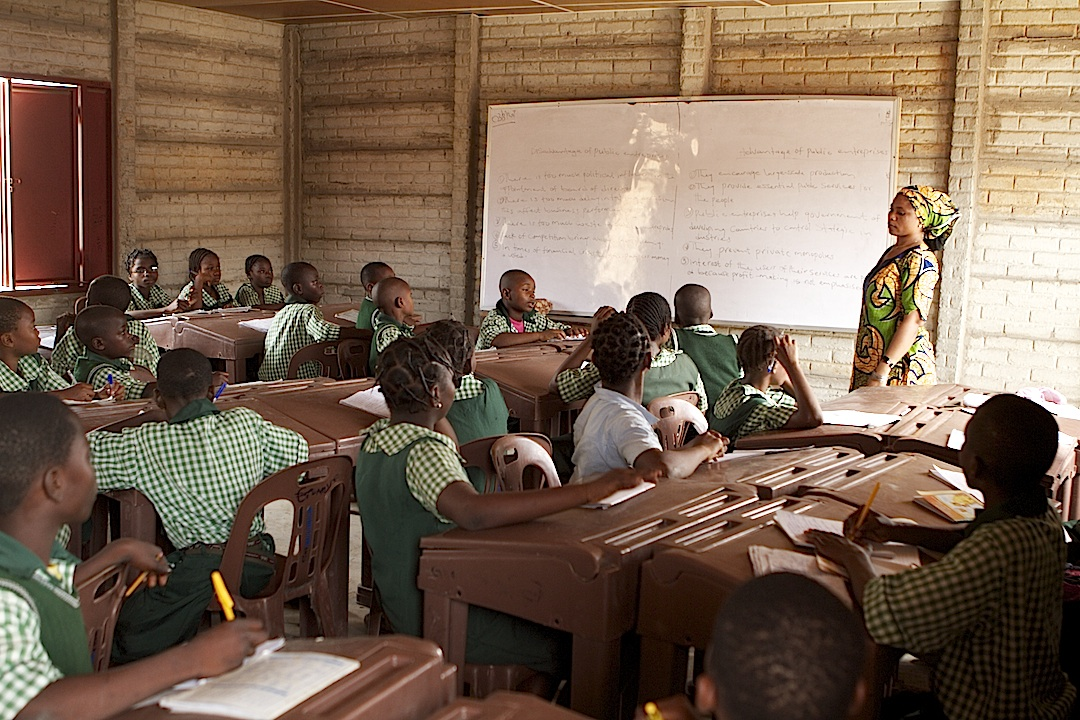
Estudantes em uma escola pública em Kwara (estado)

Educação na Nigéria é supervisionado pelo Ministro da Educação. Autoridades locais assumem a responsabilidade pela implementação da política de controle estatal da educação pública nas escolas estaduais a nível regional. O sistema educacional é dividido em jardim de infância, ensino primário, ensino secundário e ensino superior.

## Educação primária

Nigéria Escola Primária inscrição por estado em 2013

A educação primária começa em torno da idade de 3 anos para a maioria dos nigerianos. Os alunos passam seis anos na escola primária e graduação com um diploma escolar. A matérias ensinadas no nível primário incluem matemática, língua Inglês, conhecimento religioso cristão, estudos do conhecimento islâmico, ciência e uma das três principais línguas indígenas e  Culturas, hauçá-fula, iorubá e ibos. As escolas privadas muitas vezes também oferecem ciência da computação, francês e artes plásticas. Os alunos da escola primária são obrigados a fazer um exame de entrada comum para se qualificarem para admissão nas escolas secundárias do governo federal e estadual, bem como em empresas privadas.
A Educação Básica Universal, UBE, veio como uma substituição da Educação Primária Universal e uma inovação para aumentar o sucesso dos primeiros nove anos de escolaridade.  O  UBE  envolve 6 anos de ensino básico e 3 anos de ensino secundário, culminando em 9 anos de escolaridade ininterrupta, e a transição de uma classe para outra é automática, mas determinada através de avaliação contínua. Este esquema é monitorado pela Comissão Universal de Educação Básica, UBEC, e tornou "livre", "compulsório" e um direito de cada criança.
Portanto, o UBEC seção de lei 15 define UBE como cuidados na primeira infância e educação. A lei estipula uma escolaridade formal de 9 anos, alfabetização de adultos e educação não formal, programas de aquisição de habilidades e educação de grupos especiais como nômades e migrantes, mwninas e mulheres, Al-majiri, crianças de rua e pessoas com deficiência (Aderinoye, 2007).

## Educação secundária
Os alunos passam seis anos na Escola Secundária, ou seja, 3 anos de JSS (Escola Secundária Júnior) e 3 anos de SSS (Escola Secundária Sénior). Por Senior Secondary School Class 2 (SS2), os alunos estão a tomar o exame GCE O'Levels, o que não é obrigatório, mas a maioria dos alunos leva-lo para se preparar para o Exame de Certificado Secundário Sênior. A Escola secundária sênior termina no WASSCE.
A Escola Secundária Júnior é gratuita e obrigatória. Isso leva ao BECE, que abre o portão para a Escola secundária sênior. O currículo SSS é baseado em 6 assuntos principais preenchidos por 2 ou 3 disciplinas eletivas. Os principais assuntos são: inglês; matemática; economia; uma grande língua nigeriana; um eletivo fora da biologia, química, física ou ciência integrada; um eletivo fora da literatura inglesa, história, geografia ou estudos sociais; Ciência agrícola ou um assunto vocacional que inclui: comércio, alimentação e nutrição, desenho técnico ou artes plásticas.
Após o BECE, os estudantes também podem participar de uma faculdade técnica. O currículo também dura 3 anos e leva a um certificado de comércio/artesanato.
A República Federal da Nigéria é composta por trinta e seis Estados e o Território da Capital Federal. Existem cerca de duas faculdades de governo federal em cada estado. Essas escolas são financiadas e administradas diretamente pelo governo federal através do Ministério da Educação. Professores e funcionários são funcionários do governo federal. Os professores das escolas do governo federal são obrigados a possuir um diploma de bacharel em Educação ou em uma área de assunto particular, como Matemática, Física, etc. Essas escolas devem ser escolas modelo que transportem e mantenham os ideais do ensino secundário para estudantes nigerianos. A admissão é baseada no mérito, determinada pelo Exame Nacional de Entrada Comum realizado por todos os alunos do ensino fundamental do último ano. As matrículas e taxas são muito baixas, aproximadamente vinte e cinco mil naira ($ 100), porque o financiamento vem do governo federal.
As escolas secundárias estatais são financiadas por cada governo estadual e não são comparáveis às faculdades do governo federal. Embora a educação seja supostamente gratuita na maioria das instituições estatais, os estudantes devem comprar livros, uniformes e pagar por coisas diversas, custando-lhes uma média de cinquenta mil naira (US $ 200) em um ano lectivo. Os professores de instituições estatais geralmente têm um Certificado Nacional de Educação ou um diploma de bacharel, mas isso nem sempre é o caso de muitas escolas secundárias na Nigéria São preenchidos com professores não qualificados que acabam por não poder motivar seus alunos. Muitas vezes, essas escolas são escassas devido a baixos orçamentos estaduais, falta de incentivos e irregularidades no pagamento dos salários do pessoal. Algumas escolas secundárias estatais são consideradas como faculdades de elite por causa do padrão educacional historicamente alto e produtores de ex-alunos que possuem cidadãos proeminentes nas várias carreiras. Estes incluíram King's College, Lagos e Queen's College, Lagos. No entanto, o ranking da faculdade dessas instituições já caiu devido à chegada de algumas instituições privadas.
As escolas secundárias privadas na Nigéria tendem a ser bastante dispendiosas, com taxas anuais médias em média de duzentos e cinquenta mil naira para um milhão de naira (US $ 1000,00 e $ 4000,00). Essas escolas têm aulas menores (aproximadamente vinte a trinta estudantes por aula), equipamentos modernos e um melhor ambiente de aprendizagem. A maioria dos professores dessas instituições possui pelo menos um diploma de bacharel em uma área de curso específica e é enviada para oficinas ou programas de curto prazo em uma base regular.

## Exames Promocionais
Com a introdução do sistema de educação 6-3-3-4 na Nigéria, o beneficiário da educação passaria seis anos na escola primária, três anos no ensino médio, três anos na escola secundária e quatro anos no ensino médio instituição. Os seis anos que passaram na escola primária e os três anos passados no ensino secundário são fundidos para formar os nove no sistema 9-3-4. No total, os alunos devem passar um período mínimo de seis anos na Escola Secundária. Durante este período, espera-se que os alunos passem três anos na Escola Secundária Júnior e três anos na Escola Secundária Sênior.
O Exame de Certificado Geral de Educação (GCE) foi substituído pelo Exame de Certificado Secundário Sênior (SSCE). O SSCE é conduzido no final dos estudos da Escola Secundária em maio/junho. A GCE é realizada em outubro/novembro como um suplemento para aqueles estudantes que não receberam os créditos exigidos de seus resultados do SSCE. Os padrões dos dois exames são basicamente os mesmos. Um órgão chamado West African Examination Council (WAEC) conduz o SSCE e o GCE. Um máximo de nove e um mínimo de sete assuntos são registrados para o exame por cada aluno com Matemática e língua inglesa tomadas como obrigatórias.
Um máximo de nove notas são atribuídas a cada assunto de: A1, B2, B3 (Equivalente a Distinções Grade); C4, C5, C6 (equivalente ao grau de crédito); D7, E8 (basta passar grau); F9 (falha grau). As notas de crédito e acima são consideradas academicamente adequadas para a entrada em qualquer universidade na Nigéria. Em alguns programas de estudo, muitas universidades podem exigir notas mais altas para serem admitidas.
A política do governo federal em matéria de educação é adotada por todas as escolas secundárias da Nigéria. Seis anos de escola primária são seguidos por seis anos de ensino médio. A escola secundária júnior consiste em JSS1, JSS2 e JSS3 Que são equivalentes aos 7º, 8º e 9º graus enquanto a escola secundária sênior é constituída. SS I, SS 2, e SS 3 o que equivale a 10º, 11º e 12º graus. O Exame secundário de escola secundária (SSCE) é tomada no final do SS 3. O Conselho de Exame da África Ocidental (WAEC) administra ambos os exames. Três a seis meses depois de um aluno ter realizado o exame SSCE, eles recebem uma transcrição oficial da instituição. Esta transcrição é válida por um ano, após o qual é emitida uma transcrição oficial do Conselho de Exame da África Ocidental.
O National Examination Council é outro órgão de exame na Nigéria; que administra o Senior Secondary School Examination (SSCE) em junho/julho. O corpo também administra o General Certificate of Education Examination (GCE) em dezembro/janeiro. Os alunos freqüentemente realizam os exames WAEC e NECO no SSS 3.

## Educação Internacional
A partir de janeiro de 2015, a International Schools Consultancy (ISC) listed Nigeria as having 129 international schools. O ISC define uma "escola internacional" nos seguintes termos: "O ISC inclui uma escola internacional se a escola entregar um currículo a qualquer combinação de estudantes pré-escolares, primários ou secundários, total ou parcialmente em inglês fora de um país de língua inglesa ou se Uma escola em um país onde o inglês é uma das línguas oficiais, oferece um currículo de língua inglesa diferente do currículo nacional do país e é internacional em sua orientação "." Esta definição é utilizada por publicações, incluindo o The Economist.

## Educação terciária
O governo tem controle majoritário da educação universitária. O país tem um total de 129 universidades registradas pela NUC, entre as quais o governo federal e estadual possui 40 e 39, respectivamente, enquanto 50 universidades são de propriedade privada. A fim de aumentar o número de universidades na Nigéria de 129 a 138, o Governo Federal deu em 9 novas universidades privadas as suas licenças em maio de 2015. Os nomes das universidades que receberam licenças em Abuja incluíam, Augustine University, Ilara, Lagos; Chrisland University, Owode, Ogun State; Christopher University, Mowe, Ogun State; Hallmark University, Ijebu-Itele, Ogun State; Kings University, Ode-Omu, Osun State; Micheal and Cecilia Ibru University, Owhrode, Delta State; Mountain Top University, Makogi/Oba Ogun state; Ritman University, Ikot-Epene, Akwa- Ibom State and Summit University, Offa, Kwara State.
Os requisitos de entrada do primeiro ano na maioria das universidades na Nigéria incluem: Mínimo de créditos de nível ordinário SSCE/GCE no máximo de duas sessões; As marcas mínimas de corte no exame de entrada de juntas de admissão e matricula (JAMB) de 180 e acima de um máximo de 400 marcas são necessárias. Os candidatos com o mínimo de Certificado Nacional de Certificação de Educação (NCE), Diploma Nacional (ND) e outras qualificações mínimas de Certificado de Nível Avançado com mínimo de 5 créditos de O/L recebem entrada direta nos programas de graduação apropriados.
A maioria dos alunos normalmente entra universidade entre os 17 e os 18 anos, e estuda para um grau académico. Historicamente, as universidades são divididos em vários níveis:
Universidades de primeira geração
Cinco dessas universidades foram estabelecidas entre 1948 e 1965, seguindo a recomendação da Comissão Ashby criada pelo governo colonial britânico para estudar a necessidade da educação universitária para a Nigéria. Essas universidades são totalmente financiadas pelo governo federal. Eles foram estabelecidos principalmente para atender a necessidade de pessoal qualificado na Nigéria e estabelecer padrões básicos para o ensino universitário. Essas universidades continuaram a desempenhar os seus papéis na produção de pessoal qualificado e no fornecimento de normas que ajudaram a orientar os estabelecimentos subsequentes de outras gerações de universidades na Nigéria. Universidades neste nível incluem a Universidade da Nigéria, Nsukka e a Universidade de Ibadan.
Universidades de segunda geração
Com a crescente população de estudantes qualificados para o ensino universitário na Nigéria e as crescentes necessidades de desenvolvimentos científicos e tecnológicos, a criação de mais universidades tornou-se imperativa. Entre 1970 e 1985, 12 universidades adicionais foram estabelecidas e localizadas em várias partes do país.
Universidades de Terceira Geração
A necessidade de estabelecer universidades para abordar áreas especiais de demanda tecnológica e agrícola levou a criação de 10 universidades adicionais entre 1985 e 1999.
Universidades Estaduais
As pressões de estudantes qualificados de cada estado que não conseguiram facilmente receber admissões em nenhuma das universidades federais continuaram a crescer nos governos estaduais. Tornou-se imperativo e urgente que alguns governos do Estado invistam no estabelecimento de universidades.
Universidades privadas
O governo federal estabeleceu uma lei em 1993, permitindo que os setores privados estabelecessem universidades seguindo diretrizes prescritas pelo governo.
A duração típica dos programas de graduação nas universidades nigerianas depende em grande parte do programa de estudo. Por exemplo, os cursos relacionados com Ciências Sociais / Humanidades são de 4 Anos, os cursos relacionados com I.C.T são de 4 anos, os cursos relacionados à Engenharia / Tecnologia são de 5 Anos, os cursos de Farmácia são de 5 Anos e os cursos de Direito são de 5 Anos, cada um com duas sessões semestrais por ano. Os graus de medicina (Vet / Human) levam 6 anos e têm sessões mais longas durante o ano.

## Mulheres na educação

A educação foi reconhecida como um direito humano básico desde a adoção de 1948 da Declaração Universal dos Direitos Humanos. Existe uma correlação positiva entre a matrícula das meninas na escola primária e o produto nacional bruto e a expectativa de vida. Devido a esta correlação, a matrícula nas escolas representa o maior componente do investimento social no capital humano. O desenvolvimento socioeconômico rápido de uma nação foi observado dependendo do calibre das mulheres e sua educação nesse país.